# Dan Hinote
Daniel Chester Hinote (né le 30 janvier 1977 à Leesburg dans l'État de la Floride) est un joueur et entraîneur américain de hockey sur glace>.

## Carrière

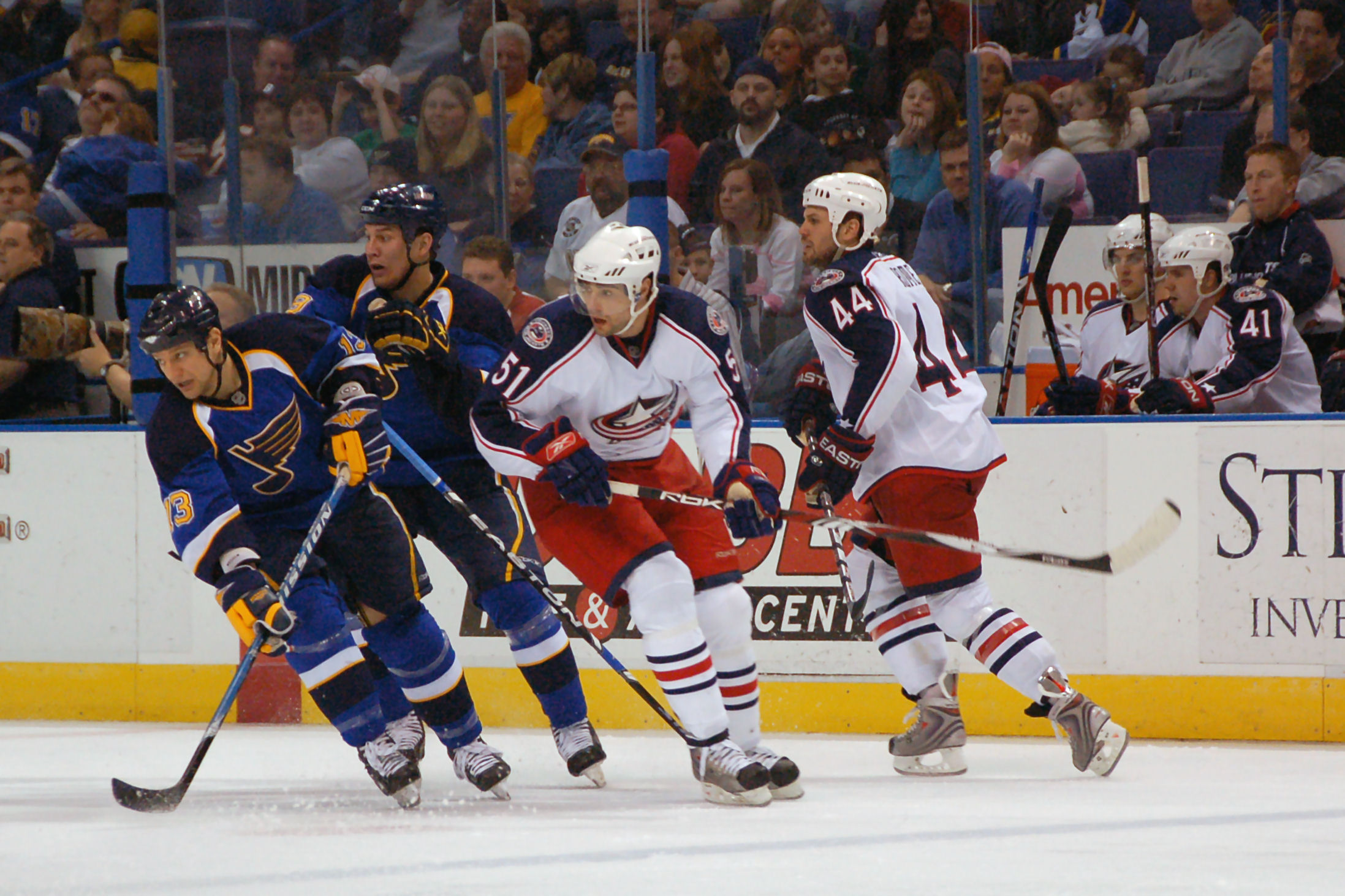
Hinote (à gauche) avec les Blues de Saint-Louis

Il commence sa carrière en 1995 avec les Black Knights de l'Army (à l'Académie militaire de West Point) dans le championnat NCAA. Puis il remporte la coupe J.-Ross-Robertson 1997 avec les Generals d'Oshawa. Il est choisi en 1996 au cours du repêchage d'entrée dans la Ligue nationale de hockey par l'Avalanche du Colorado au 7e tour, en 167e position. Après deux saisons assigné au club-école des Bears de Hershey, il débute dans la LNH. Il remporte la Coupe Stanley 2001. En 2006, il signe aux Blues de Saint-Louis où il évolue pendant trois saisons. En 2009, il intègre l'effectif du MODO hockey où joue Peter Forsberg son ancien coéquipier de l'Avalanche. Hinote avait précédemment évolué dans l'Elitserien avec le MODO durant le Lock-out 2004-2005.
Au terme de la saison 2009-2010, il se retire de la compétition en tant que joueur pour devenir entraineur-adjoint des Blue Jackets de Columbus.

## Statistiques
Pour les significations des abréviations, voir Statistiques du hockey sur glace.
| Saison     | Équipe                  | Ligue      |     | Saison régulière | Saison régulière | Saison régulière | Saison régulière | Saison régulière |   | Séries éliminatoires | Séries éliminatoires | Séries éliminatoires | Séries éliminatoires | Séries éliminatoires |
| Saison     | Équipe                  | Ligue      | PJ  | B                | A                | Pts              | Pun              | PJ               | B | A                    | Pts                  | Pun                  |                      |                      |
| 1995-1996  | Black Knights de l'Army | NCAA       | 34  | 21               | 24               | 45               | 0                | -                | - | -                    | -                    | -                    |                      |                      |
| 1996-1997  | Generals d'Oshawa       | LHO        | 60  | 15               | 13               | 28               | 58               | 18               | 4 | 5                    | 9                    | 8                    |                      |                      |
| 1997-1998  | Generals d'Oshawa       | LHO        | 35  | 12               | 15               | 27               | 39               | 5                | 2 | 2                    | 4                    | 7                    |                      |                      |
| 1997-1998  | Bears de Hershey        | LAH        | 24  | 1                | 4                | 5                | 25               | -                | - | -                    | -                    | -                    |                      |                      |
| 1998-1999  | Bears de Hershey        | LAH        | 65  | 4                | 16               | 20               | 95               | 5                | 3 | 1                    | 4                    | 6                    |                      |                      |
| 1999-2000  | Bears de Hershey        | LAH        | 55  | 28               | 31               | 59               | 96               | 14               | 4 | 5                    | 9                    | 19                   |                      |                      |
| 1999-2000  | Avalanche du Colorado   | LNH        | 27  | 1                | 3                | 4                | 10               | -                | - | -                    | -                    | -                    |                      |                      |
| 2000-2001  | Avalanche du Colorado   | LNH        | 76  | 5                | 10               | 15               | 51               | 23               | 2 | 4                    | 6                    | 21                   |                      |                      |
| 2001-2002  | Avalanche du Colorado   | LNH        | 58  | 6                | 6                | 12               | 39               | 19               | 1 | 2                    | 3                    | 9                    |                      |                      |
| 2002-2003  | Avalanche du Colorado   | LNH        | 60  | 6                | 4                | 10               | 49               | 7                | 1 | 2                    | 3                    | 2                    |                      |                      |
| 2003-2004  | Avalanche du Colorado   | LNH        | 59  | 4                | 7                | 11               | 57               | 11               | 1 | 0                    | 1                    | 0                    |                      |                      |
| 2004-2005  | MODO hockey             | Elitserien | 18  | 2                | 1                | 3                | 106              | 5                | 0 | 0                    | 0                    | 56                   |                      |                      |
| 2005-2006  | Avalanche du Colorado   | LNH        | 73  | 5                | 8                | 13               | 48               | 9                | 1 | 1                    | 2                    | 31                   |                      |                      |
| 2006-2007  | Blues de Saint-Louis    | LNH        | 41  | 5                | 5                | 10               | 23               | -                | - | -                    | -                    | -                    |                      |                      |
| 2007-2008  | Blues de Saint-Louis    | LNH        | 58  | 5                | 5                | 10               | 42               | -                | - | -                    | -                    | -                    |                      |                      |
| 2008-2009  | Blues de Saint-Louis    | LNH        | 51  | 1                | 4                | 5                | 64               | 3                | 0 | 0                    | 0                    | 4                    |                      |                      |
| 2009-2010  | MODO hockey             | Elitserien | 26  | 4                | 4                | 8                | 28               | -                | - | -                    | -                    | -                    |                      |                      |
| Totaux LNH | Totaux LNH              | Totaux LNH | 503 | 38               | 52               | 90               | 383              | 72               | 6 | 9                    | 15                   | 67                   |                      |                      |